# حمله به خوابگاه‌های دانشگاه امیر کبیر (۱۸ تیر ۱۳۸۸)
حمله به خوابگاههای دانشگاه امیر کبیر در شامگاه ۱۸ تیر ۱۳۸۸ صورت گرفت. در جریان این حمله نیروهای نظامی و امنیتی مجهز به سلاح‌های گرم و سرد وارد خوابگاه شده و ضمن استفاده از گاز اشک‌آور و همراهی موتور سواران، به صورت سازماندهی شده ضمن ورود به خوابگاه به ضرب و شتم دانشجویان و تخریب تحهیزات خوابگاه پرداختند. آن‌ها دانشجویان را تهدید کردند که در شب‌های بعد هم حمله خواهند کرد. پس از این حمله برخی دانشجویان بازداشت و به مکان نامعلومی منتقل شدند.
یکی از مسئولان دانشگاه امیر کبیر در حالیکه آدرس خوابگاه دانشجویی را نیز به اشتباه بیان می‌کرد، مدعی شد که پس از ورود یک غیر دانشجو به خوابگاه گلشن ۲۰ نفر که هویتشان به گفته وی نا مشخص است برای دستگیری او به خوابگاه حمله کرده‌اند.
همزمان با این حمله تهران در سالگرد یورش به کوی دانشگاه تهران در سال ۱۳۷۸، شاهد تجمع اعتراضی هزاران نفر از مردم و دانشجویان بود.